# Caccodes balloui
Caccodes balloui là một loài bọ cánh cứng trong họ Cantharidae. Loài này được Mutchler miêu tả khoa học năm 1923.